# Mongolië op de Olympische Zomerspelen 2012
Mongolië nam deel aan de Olympische Zomerspelen 2012 in Londen.

## Medailleoverzicht
| Sport     | Olympiër                  | Onderdeel             | Medaille |
| --------- | ------------------------- | --------------------- | -------- |
| Judo      | Tuvshinbayar Naidan       | -100kg (m)            | Zilver   |
| Boksen    | Tugstsogt Nyambayar       | -52kg (m)             | Zilver   |
| Boksen    | Munkh-Erdene Uranchimeg   | -64kg (m)             | Brons    |
| Judo      | Nyam-Ochir Sainjargal     | -73kg (m)             | Brons    |
| Worstelen | Battsetseg Soronzonboldyn | -63kg vrije stijl (v) | Brons    |

## Deelnemers en resultaten
(m) = mannen, (v) = vrouwen

### Atletiek
| Olympiër                | Onderdeel    | Resultaat | Prestatie |
| ----------------------- | ------------ | --------- | --------- |
| Ser-Od Bat-Ochir        | marathon (m) | 51e       | 2:20.10   |
|                         |              |           |           |
| Otgonbayar Luvsanlundeg | marathon (v) | 102e      | 2:52.15   |

### Boksen
| Olympiër                | Onderdeel | Resultaat | Prestatie |
| ----------------------- | --------- | --------- | --- |
| Serdamba Purevdorj      | -49kg (m) | 9e        | 1ste ronde: vrij 2de ronde: V IND Laishram: 11-16 |
| Tugstsogt Nyambayar     | -52kg (m) | Zilver    | 1ste ronde: W van AZE Mamishzada: 18-11 2de ronde: W van ITA Picardi: 17-16 kwartfinale: W van UZB Latipov: 15-10 halve finale: W van RUS aloian: 15-11 finale: V van CUB Carrazana: 14-17 |
| Munkh-Erdene Uranchimeg | -64kg (m) | Brons     | 1ste ronde: W van CZE Chladek: 20-12 2de ronde: W van MRI Colin: 15-12 kwartfinale: W van GBR Stalker: 23-22 halve finale: V van UKR Berinchyk: 21-29)                                     |
| Tuvshinbat Byamba       | -69kg (m) | 9e        | 1ste ronde: W van GHA Mbemy: 17-4 2de ronde: V van FRA Vastine: 12-13 |

### Boogschieten
| Olympiër               | Onderdeel       | Resultaat | Prestatie |
| ---------------------- | --------------- | --------- | --- |
| Jantsan Gantugs        | individueel (m) | 33e       | plaatsingsronde: 19de met 669 punten 1ste ronde: V van IND Banerjee: 0-6                                                                   |
|                        |                 |           | |
| Bishindee Urantungalag | individueel (v) | 9e        | plaatsingsronde: 18de met 652 punten 1ste ronde: W van GBR Williamson: 7-3 2de ronde: W van USA Nichols: 6-4 3de ronde: V van KOR Lee: 0-6 |

### Judo
| Olympiër                  | Onderdeel  | Resultaat | Prestatie |
| ------------------------- | ---------- | --------- | --- |
| Tumurkhuleg Davaadorj     | -60kg (m)  | 17e       | 1ste ronde: vrij 2de ronde: V van BRA Kitadai: yuko |
| Tsagaanbaatar Khashbaatar | -66kg (m)  | 9e        | 1ste ronde: vrij 2de ronde: W van TPE Tu: waza-ari 3de ronde: V van GBR Oates: yuko |
| Nyam-Ochir Sainjargal     | -73kg (m)  | Brons     | 1ste ronde: vrij 2de ronde: W van GER Völk: waza-ari 3de ronde: W van UKR Soroka: yuko kwartfinale: V van RUS Mansoer Isajev: waza-ari herkansingen: W van USA Delpopolo: yuko bronzen finale: W van NED Elmont; koka |
| Tuvshinbayar Naidan       | -100kg (m) | Zilver    | 1ste ronde: W van THA Homklin: ippon 2de ronde: W van FRA Fabre: waza-ari kwartfinale: W van UZB Sayidov: waza-ari halve finale: W van KOR Hwang: yuko finale: V van RUS Khaybulaev: ippon                            |
|                           |            |           | |
| Urantsetseg Munkhbat      | -48kg (v)  | 7e        | 1ste ronde: vrij 2de ronde: W van KAZ Podryadova: yuko kwartfinale: V van ROU Dumitru: yuko herkansingen: V van ARG Pareto: yuko                                                                                      |
| Bundmaa Munkhbaatar       | -52kg (v)  | 9e        | 1ste ronde: W van HAI Desravine: waza-ari 2de ronde: V van CUB Bermoy: yuko |
| Sumiya Dorjsuren          | -57kg (v)  | 17e       | 1ste ronde: V van KOR Kim: koka |
| Munkhzaya Tsedevsuren     | -63kg (v)  | 5e        | 1ste ronde: W van PLW Anson: ippon 2de ronde: W van FIN Ylinen: ippon kwartfinale: W van FRA Emane: beslissing halve finale: V van SLO Žolnir: ippon bronzen finale: V van JPN Ueno: yuko                             |
| Lkhamdegd Purevjargal     | -78kg (v)  | 9e        | 1ste ronde: vrij 2de ronde: V van GBR Gibbons: yuko |

### Schietsport
| Olympiër         | Onderdeel                  | Resultaat | Prestatie                                                 |
| ---------------- | -------------------------- | --------- | --------------------------------------------------------- |
| Bayaraa Nyantai  | 10m luchtgeweer (m)        | 23e       | kwalificatie: 23ste met 593 punten (100-96-99-100-98-100) |
| Bayaraa Nyantai  | 50m geweer 3 houdingen (m) | 33e       | kwalificatie: 33ste met 1154 punten (393-382-379)         |
| Bayaraa Nyantai  | 50m geweer liggend (m)     | 40e       | kwalificatie: 40ste met 588 punten (98-97-100-99-98-96)   |
|                  |                            |           |                                                           |
| Gundegmaa Otryad | 25m pistool (v)            | 27e       | kwalificatie: 27ste met 577 punten (284-293)              |
| Gundegmaa Otryad | 10m luchtpistool (v)       | 18e       | kwalificatie: 18de met 380 punten (95-94-94-97)           |

### Worstelen
| Olympiër                 | Onderdeel   | Resultaat   | Prestatie |
| Vrije stijl              | Vrije stijl | Vrije stijl | Vrije stijl |
| ------------------------ | ----------- | ----------- | --- |
| Naranbaatar Bayaraa      | -55kg (m)   | 19e         | kwalificatie: V van IRI Rahimi: 0-3 |
| Unurbat Purevjav         | -74kg (m)   | 17e         | kwalificatie: V van GEO Khutsishvili: 1-3 |
| Uitumen Orgodol          | -84kg (m)   | 14e         | kwalificatie: vrij 1ste ronde: V van GEO Marsagishvili: 1-3 |
| Chuluunbat Jargalsaikhan | -120kg (m)  | 7e          | kwalificatie: vrij 1ste ronde: W van SEN Ndiaye: 3-0 kwartfinale: V van RUS Makhov: 1-3                                                                                    |
|                          |             |             | |
| Otgontsetseg Davaasukh   | -48kg (v)   | 9e          | kwalificatie: W van COL Hidalgo: 3-1 2de ronde: V van POL Matkowska: 0-5                                                                                                   |
| Byambatseren Sundev      | -55kg (v)   | 17e         | kwalificatie: V van SWE Mattsson: 0-3 |
| Battsetseg Soronzonbold  | -63kg (v)   | Brons       | kwalificatie: vrij 1ste ronde: W van CAF Tara-Agoue: 5-0 kwartfinale: W van LAT Grigorjeva: 3-1 halve finale: V van JPN Icho: 0-3 bronzen finale: W van CAN Dugrenier: 3-0 |
| Burmaa Ochirbat          | -72kg (v)   | 8e          | kwalificatie: vrij 1ste ronde: W van CAN Callahan: 3-0 kwartfinale: V van ESP Unda: 1-3                                                                                    |

### Zwemmen
| Olympiër           | Onderdeel           | Resultaat | Prestatie               |
| ------------------ | ------------------- | --------- | ----------------------- |
| Tamir Andryei      | 100m vrije slag (m) | 49e       | serie 2: 5de in 56,37   |
|                    |                     |           |                         |
| Oyungerel Gantumur | 100 schoolslag (v)  | 45e       | serie 1: 5de in 1.27,17 |

Afghanistan · Albanië · Algerije · Amerikaanse Maagdeneilanden · Amerikaans-Samoa · Andorra · Angola · Antigua en Barbuda · Argentinië · Armenië · Aruba · Australië · Azerbeidzjan · Bahama's · Bahrein · Bangladesh · Barbados · België · Belize · Benin · Bermuda · Bhutan · Bolivia · Bosnië en Herzegovina · Botswana · Brazilië · Britse Maagdeneilanden · Brunei · Bulgarije · Burkina Faso · Burundi · Cambodja · Canada · Centraal-Afrikaanse Republiek · Chili · China · Chinees Taipei · Colombia · Comoren · Congo-Brazzaville · Congo-Kinshasa · Cookeilanden · Costa Rica · Cuba · Cyprus · Denemarken · Djibouti · Dominica · Dominicaanse Republiek · Duitsland · Ecuador · Egypte · El Salvador · Equatoriaal-Guinea · Eritrea · Estland · Ethiopië · Fiji · Filipijnen · Finland · Frankrijk · Gabon · Gambia · Georgië · Ghana · Grenada · Griekenland · Groot-Brittannië · Guam · Guatemala · Guinee · Guinee‑Bissau · Guyana · Haïti · Honduras · Hongarije · Hongkong · Ierland · IJsland · India · Indonesië · Irak · Iran · Israël · Italië · Ivoorkust · Jamaica · Japan · Jemen · Jordanië · Kaaimaneilanden · Kaapverdië · Kameroen · Kazachstan · Kenia · Kirgizië · Kiribati · Koeweit · Kroatië · Laos · Lesotho · Letland · Libanon · Liberia · Libië · Liechtenstein · Litouwen · Luxemburg · Macedonië · Madagaskar · Malawi · Maldiven · Maleisië · Mali · Malta · Marshalleilanden · Marokko · Mauritanië · Mauritius · Mexico · Micronesië · Moldavië · Monaco · Mongolië · Montenegro · Mozambique · Myanmar · Namibië · Nauru · Nederland · Nepal · Nicaragua · Nieuw-Zeeland · Niger · Nigeria · Noord-Korea · Noorwegen · Oeganda · Oekraïne · Oezbekistan · Oman · Oostenrijk · Oost-Timor · Pakistan · Palau · Palestina · Panama · Papoea-Nieuw-Guinea · Paraguay · Peru · Polen · Portugal · Puerto Rico · Qatar · Roemenië · Rusland · Rwanda · Saint Kitts en Nevis · Saint Lucia · Saint Vincent en Grenadines · Salomonseilanden · Samoa · San Marino · Sao Tomé en Principe · Saoedi-Arabië · Senegal · Servië · Seychellen · Sierra Leone · Singapore · Slovenië · Slowakije · Soedan · Somalië · Spanje · Sri Lanka · Suriname · Swaziland · Syrië · Tadzjikistan · Tanzania · Thailand · Togo · Tonga · Trinidad en Tobago · Tsjaad · Tsjechië · Tunesië · Turkije · Turkmenistan · Tuvalu · Uruguay · Vanuatu · Venezuela · Verenigde Arabische Emiraten · Verenigde Staten · Vietnam · Wit-Rusland · Zambia · Zimbabwe · Zuid-Afrika · Zuid-Korea · Zweden · Zwitserland · Onafhankelijke atleten